# 台灣花枝丸

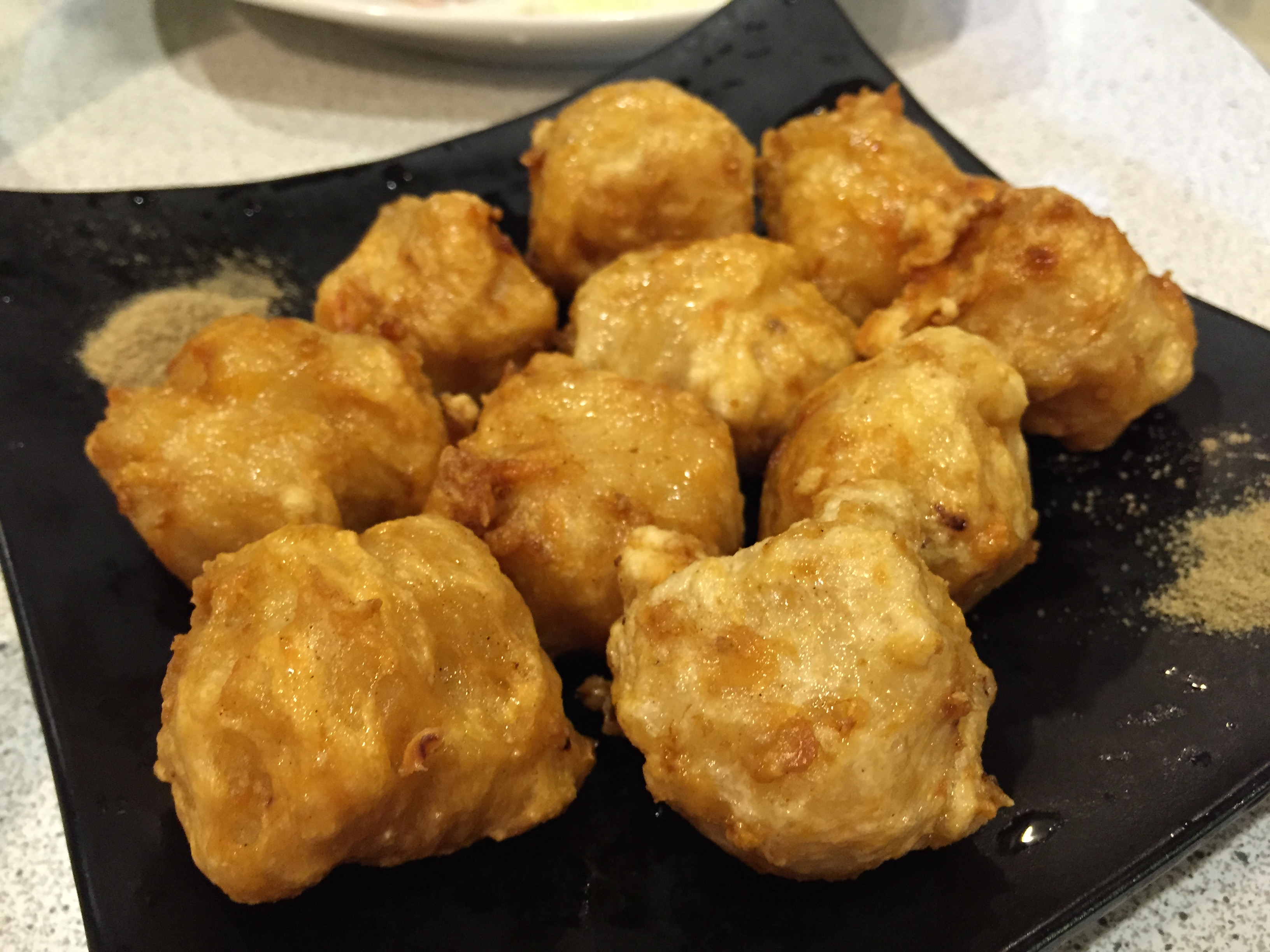
澎湖花枝丸

花枝丸，指使用軟體動物門頭足綱墨魚目的動物製成的球型丸子，這一類包括墨魚、花枝、中捲、小卷等。
台灣花枝丸與其他地區墨魚丸的差異主要在於漿體不同。各地墨魚丸各有所長，如港式墨魚丸為魚漿（魚糜）包裹墨魚碎肉；海南墨魚丸則使用墨魚和豬肥肉；日式墨魚丸則又稱章魚燒，為麵漿裹章魚製成的。相對應台灣花枝丸，主要以魚漿包裹花枝碎肉製成，其中以澎湖花枝丸最為出名。
另外以歷史上台灣最早的花枝丸創始是源自於嘉義朴子市，日治時期1932年由長發魚行將東石漁港的魚貨引進朴子市販賣。台灣光復後魚行轉型為魚丸加工廠並推出花枝丸，而後朴子花枝丸遂以全花枝漿製成的花枝丸出現在台灣早期各大辦桌宴會上。現存全花枝漿製成的花枝丸老店為朴子永久花枝丸（趙氏永久花枝丸）、長成花枝丸（原長發魚行）。